# Ticehurst
Ticehurst is een civil parish in het bestuurlijke gebied Rother, in het Engelse graafschap East Sussex met 3873 inwoners.